# Enric Garidou i Roig
Enric Garidou i Roig (a vegades, escrit en francès, Henri Garidou) va ser batlle de Portvendres entre el març del 1965 i l'abril del 1967.
Garidou també va ser president de la Comissió Organitzadora dels Jocs Florals de la Llengua Catalana del 1965 de París i president de l'associació nord-catalana Amical Catalana. Aquell mateix any -en què també va col·laborar amb Batista i Roca en l'elaboració de l'«Enquête sur la condition de la Langue et la Culture Catalanes» auspiciada per Òmnium Cultural- va ser convidat, juntament amb altres personalitats, al congrés que el Partit Sard d'Acció va fer a Ozieri i que va determinar l'obertura d'una línia independentista a l'interior del partit.